# Владимир Пашков
Владимир Игорјевич Пашков (рус. Владимир Игоревич Пашков; Братск, 4. фебруар 1961) проруски је политичар из Украјине и актуелни премијер делимично признате Доњецке Народне Републике (ДНР) од 6. фебруара 2020. године.

## Биографија
Син Игора Пашкова, једног од градитеља електране у Братску. Три године је студирао на Иркутском политехничком институту, а затим се преселио у Пацифички поморски институт по имену С. Макарова, на ком је дипломирао 1985. године. Од 1985. до 1993. служио је у морнарици, укључујући у подморницама, достигавши чин капетана 3. класе. Потом се вратио у Братск, где је дипломирао економију и пословни менаџмент на локалном универзитету. Од 1993. до 2002. године радио је у општинској управи Братска, између осталог и начелник одељења и заменик градоначелника (2005–2006), касније запослен у управи Иркутске области. Био је заменик гувернера ове области (2008, 2012–2014), министар развоја, образовања, рада и науке у локалној самоуправи (2008–2012) и први потпредседник владе Иркутске области (2010–2012).
У фебруару 2014. напустио је регионалне власти да би се бавио пословним активностима. Постао је власник неколико предузећа која су преузела контролу над национализованим металуршким и рударским компанијама у Луганској и Доњецкој Народној Републици. Такође је започео сарадњу са концерном Росњефт и олигархом Серхијем Курченком. Преузео је функцију председника фонда за подршку хуманитарним иницијативама које украјинске службе оптужују за финансирање проруских побуњеника у Донбасу. Године 2018. био је подвргнут санкцијама америчког Министарства финансија. У априлу 2019. постао је потпредседник владе Доњецке Народне Републике, задужен за економска и социјална питања (заменио је Игора Мартинова). Дана 6. фебруара 2020. преузео је функцију премијера ДНР уместо Александра Аначенка.